# Johan Könemann
Johan Könemann był duńskim dyplomatą.
W latach 1778–1781 duński Chargé d’affaires w Sztokholmie, po 1781 ambasador. Od roku 1784 współpracował z ambasadorem Rosji w szwedzkiej stolicy Arkadym Iwanowiczem Morkowem w celu odtworzenia dawnego stronnictwa prorosyjskiego znanego przed 1772 rokiem jako "partia czapek", które przeciwstawiłoby się planom wzmocnienia władzy królewskiej, które snuł Gustaw III.